# Squamophis
Squamophis is een geslacht van slangsterren uit de familie Astrocharidae.

## Soorten
- Squamophis albozosteres Okanishi et al., 2011
- Squamophis amamiensis (Okanishi et al., 2009)
- Squamophis lifouensis Stöhr, 2011